# Agriculture régénératrice

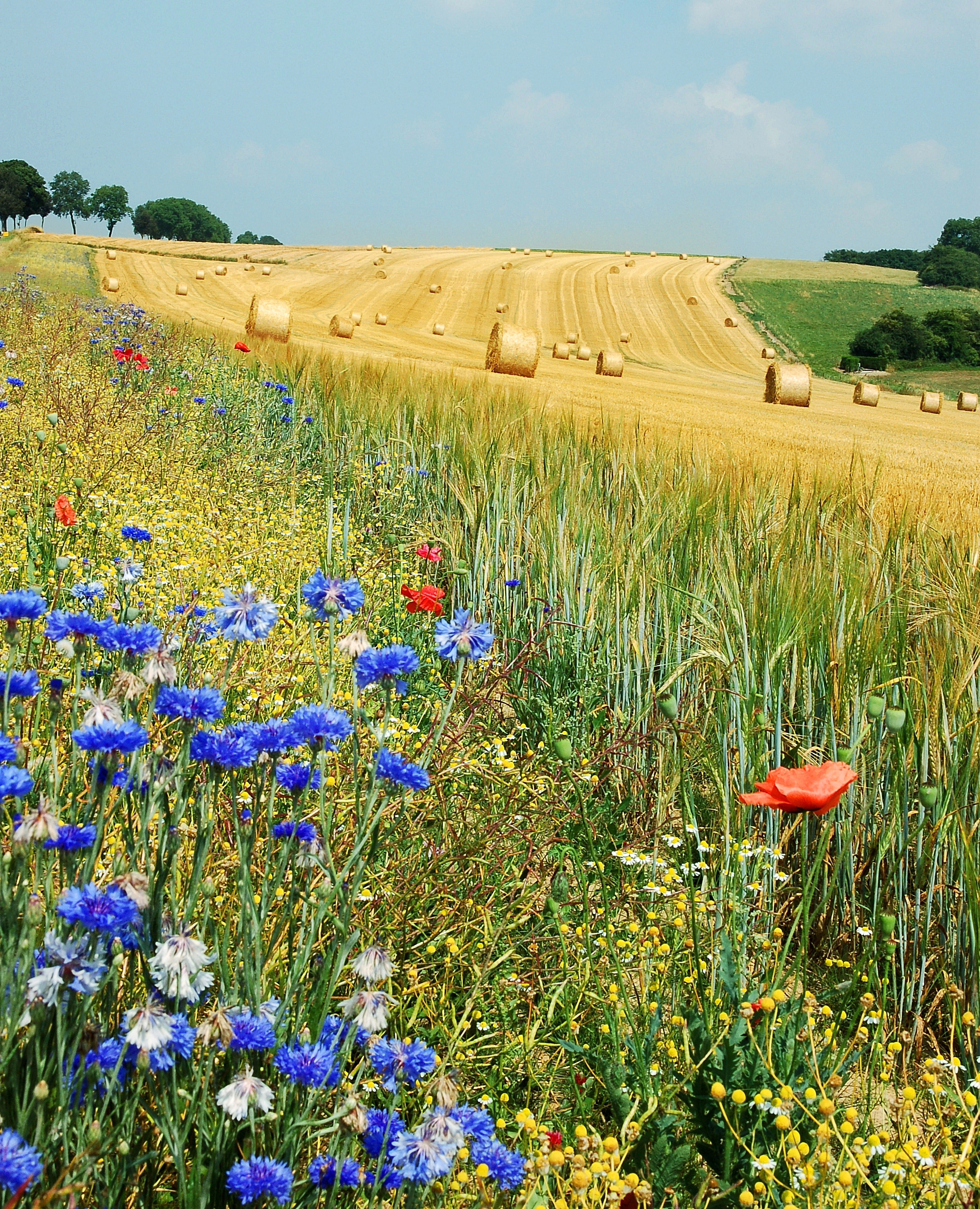
Bande fleurie près d'un champ de céréales, Belgique.

L'agriculture régénératrice ou régénérative est caractérisée par une philosophie de la production agricole et un ensemble de techniques adaptables fortement influencées par la permaculture de Masanobu Fukuoka. Ses buts principaux sont de régénérer les sols, augmenter la biodiversité, la séquestration du carbone atmosphérique par le sol, la résilience des sols face aux fluctuations du climat, optimiser le cycle de l'eau et améliorer la fourniture de services écosystémiques,.

## Particularités de l'agriculture régénératrice

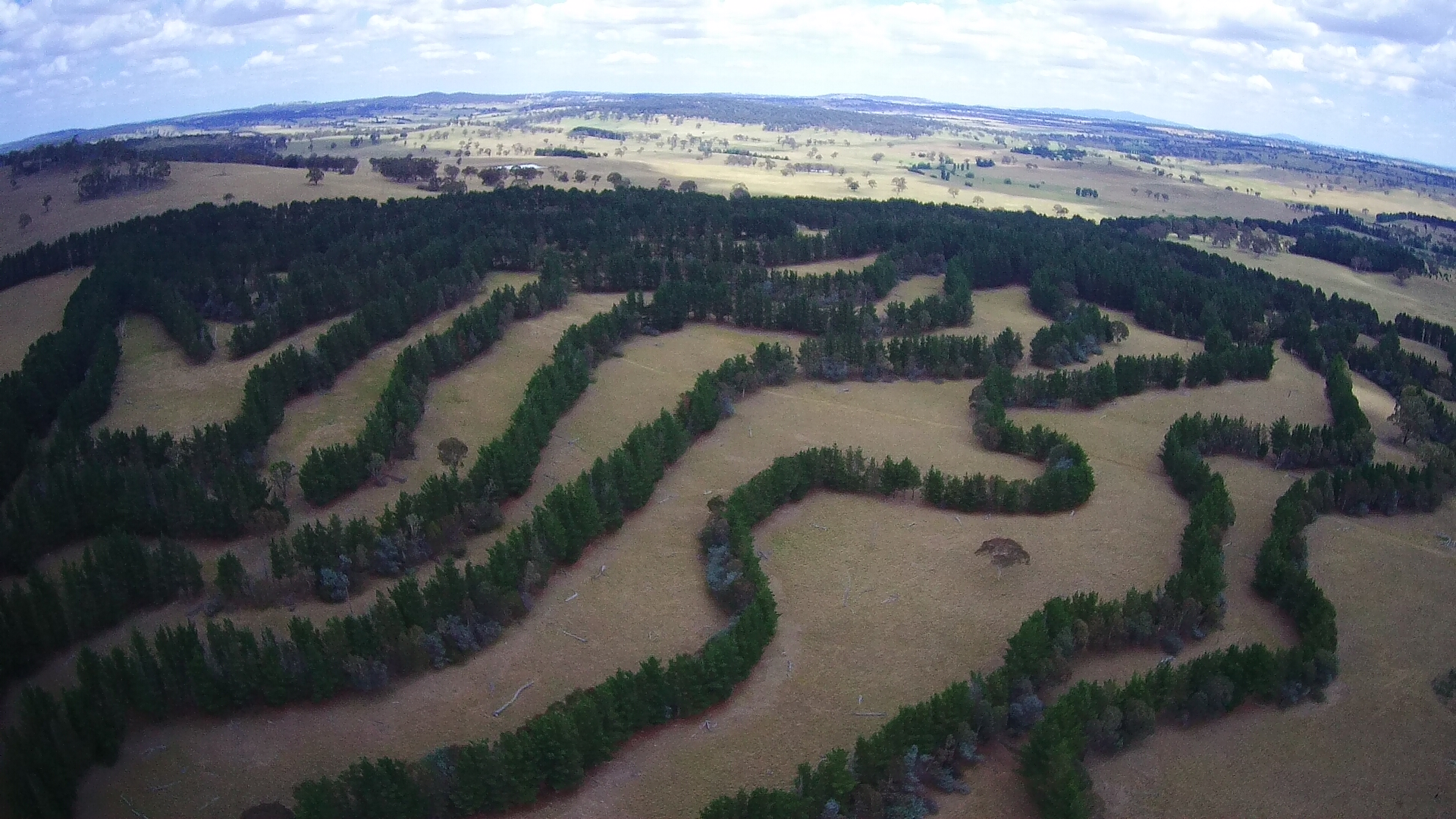
Pâturages menés en agroforesterie, Australie.

L'agriculture régénératrice se distingue de la permaculture par la recherche quasi générale chez ses partisans d'un compromis technique permettant d'assurer sa compétitivité commerciale ; elle est promue par de grandes compagnies et certains personnages politiques.
Elle se veut centrée sur la production agricole et ambitionne non seulement de conserver la sphère environnementale et agricole dans un état satisfaisant, mais encore de l'améliorer, comme le font les paysans depuis le néolithique.
Les pratiques associées à l'agriculture régénératrice sont celles reconnues par la permaculture, l'agroécologie, l'agroforesterie et la restauration écologique, comme le maintien d'un taux élevé d'humus dans les sols, les techniques culturales simplifiées, le maintien de la biodiversité, le compostage, le paillage, la rotation des cultures, l'utilisation de cultures de couverture et d'engrais verts, la réduction ou la suppression des applications de produits phytosanitaires. Dans une ferme qui pratique l'agriculture régénératrice, la production devrait augmenter au cours du temps, tandis que l'apport de matière organique extérieure devrait diminuer.
Son adoption n'empêche pas d'adhérer à un label d'agriculture biologique ou autre.
Par rapport aux pratiques actuelles et en l'absence de charte ou de label précis et contraignants, l'agriculture régénératrice est donc à considérer dans la mouvance plus générale de l'agriculture de conservation et de l'agroécologie.

## Principes et pratiques

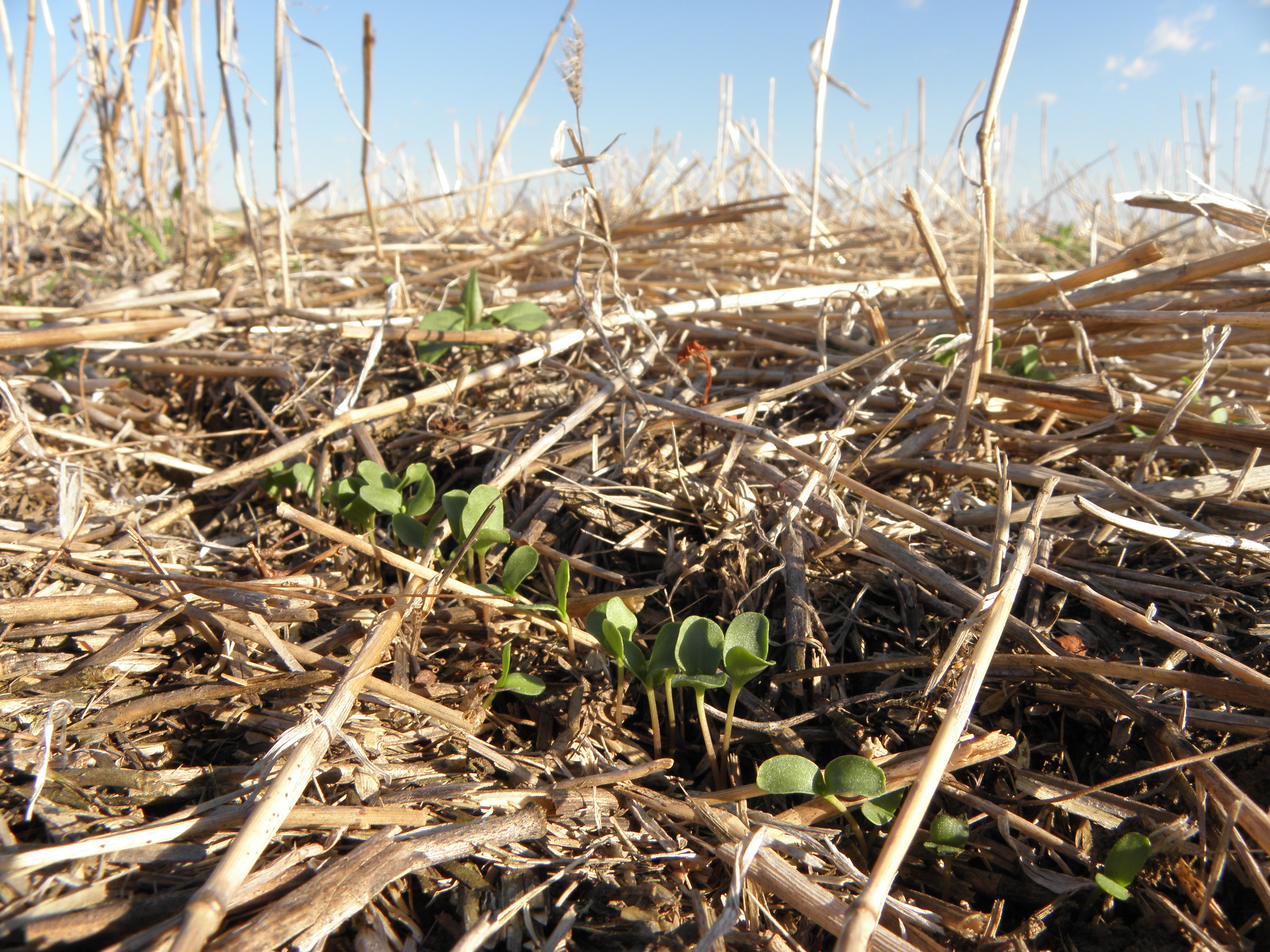
Semis direct (tournesol ?) sous couvert de pailles de maïs, Dakota du Sud, 2015.

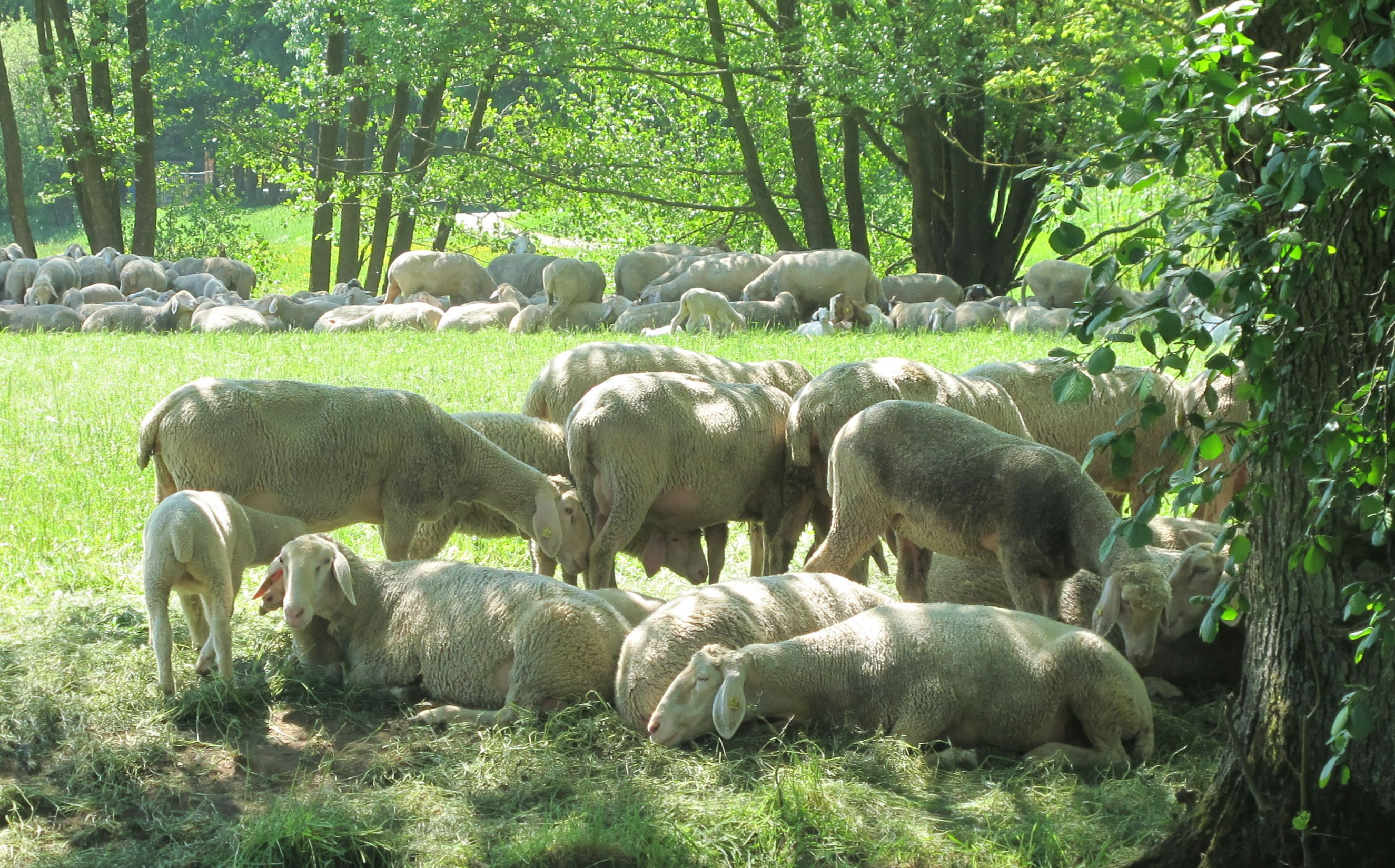
Les moutons peuvent remplacer le broyage ou un herbicide après une interculture ou pour l'entretien des bordures de parcelles.

L'agriculture régénératrice est guidée par plusieurs principes et pratiques, adaptés de manière spécifique à chaque climat, sol et région.

### Principes
- Régénérer le sol, augmenter sa fertilité
- Améliorer les qualités, la santé et la résilience des écosystèmes
- Favoriser la biodiversité
- Améliorer les fonctions du sol : percolation, rétention d'eau, assainissement des eaux de ruissellement
- Développer la ferme selon le contexte régional, l'écosystème et le climat
- Séquestrer le dioxyde de carbone de l'atmosphère dans le sol
- Travailler les concepts avec une approche holistique (considérer l'agriculture et son environnement comme un tout)

### Pratiques
Les pratiques retenues doivent respecter le sol (pratiques agroécologiques, faire en sorte que le sol conserve une bonne structure, etc.), voire l'améliorer : 
- utilisation d'engrais, fertilisants naturels : compost, fumier, engrais verts, biochar[3],[7] et parfois traitements naturels (Purin#Les purins en agriculture biologique) ;
- non-labour ou travail minimal du sol[3],[7] ;
- maintien d'un couvert végétal, à défaut, application de paillis[3],[7] ;
- polyculture, rotation culturale, jachère cultivée, cultures associées : agroforesterie, plantes compagnes en interrangs, cultures étagées, culture en bande ;
- lutte contre l'érosion due au vent et aux pluies en établissant les cultures en courbes de niveau, cultures de contour, bandes enherbées, haies vives, brise-vents, digues, petits barrages (qui favorisent aussi la biodiversité)[3] ;
- planification du pâturage, sylvopastoralisme[7] ;
- cultures pérennes (utilisation de plantes vivaces à la place de plantes annuelles)[7].

### Argument de marketing
Bien qu'il n'y ait encore ni charte ni label, les pratiques de l'agriculture régénérative sont mises en œuvre pour certaines productions à haute valeur ajoutée : aliments diététiques, cosmétiques, médicaments.

## Histoire

### Origines
Le concept d'agriculture régénérative naît aux Etats-Unis à l'Institut Rodale (en) en 1983. Robert Rodale (en) définit une approche agricole qui vise à augmenter la productivité tout en améliorant la base biologique du sol.

### Une diffusion plus large à partir de 2017
En 2017, le label ROC (Regenerative Organic Certified) est créé aux Etats-Unis.
En 2018, le lancement en France du projet Sols Vivants est piloté par la Earthworm Foundation.
En 2020, le film Mission régénération diffuse le concept auprès d'une plus large audience. En 2023, la suite Common Ground obtient le prix Human/Nature au festival du film de Tribeca.

### Critiques
Certaines affirmations mises en avant par des défenseurs de l'agriculture régénératrice ont été critiquées comme exagérées ou contredites scientifiquement.
Par exemple, l'un des personnages associé à ce mouvement, Allan Savory, a affirmé que sa méthode de gestion holistique des pâturages permettrait de réduire les niveaux de dioxyde de carbone en deçà du niveau pré-industriel dans un intervalle de 40 ans, ce qui permettrait de résoudre le problème du changement climatique. Selon Skeptical Science, une telle affirmation est injustifiée, la capacité de séquestration du carbone des terres est trop limitée et les émissions de méthane liées au bétail sont trop importantes.
Selon une étude publiée à l'université d'Uppsala en 2016, l'augmentation de la capacité de séquestration du carbone envisageable à travers une meilleure gestion des pâturages est sept fois inférieure à celle avancée par Savory. L'étude conclut que la gestion holistique des pâturages ne peut pas renverser l'orientation actuelle du changement climatique.
Une étude publiée en 2017 par le Food and Climate Research Network a conclu que les affirmations de Savory à propos de la séquestration du carbone dans les pâturages sont « irréalistes » et très différentes des estimations issues des études revues par les pairs.